# У Мэйчжи
У Мэйчжи (род. 10 января 1991 года) — нидерландская шашистка, мастер ФМЖД. FMJD-Id: 13445. Участница европейских и мирового чемпионатов мира по международным шашкам, Всемирных Интеллектуальных игр (где выиграла у чемпионки мира Тамары Тансыккужиной). Бронзовый призёр чемпионатов Нидерландов 2011, 2012, 2014 годов.
Выступает за клуб Damvereniging Denk en Zet Culemborg.